# Quintana y Congosto (kommun)
Quintana y Congosto är en kommun i Spanien.   Den ligger i provinsen Provincia de León och regionen Kastilien och Leon, i den nordvästra delen av landet, 280 km nordväst om huvudstaden Madrid. Antalet invånare är 484.